# 日本相撲連盟
公益財団法人日本相撲連盟（にほんすもうれんめい、英: Japan Sumo Federation）は、日本のアマチュア相撲を統括するとともに、相撲の普及振興などを実施している公益法人、国内競技連盟。日本武道協議会、日本スポーツ協会、日本オリンピック委員会（JOC）、国際相撲連盟に加盟している。旧所管は文部科学省。日本財団の支援を受けている。
プロスポーツである大相撲を統括・主催する日本相撲協会とは別法人・組織である。

## 事業
相撲の講習会の開催、段級認定、機関誌『ちから』を年4回発行して活動報告、競技会の記録、国際相撲連盟の動向などを掲載している。

## 主催する主要大会
- 全日本相撲選手権大会
- 国民体育大会相撲競技
- 全国学生相撲選手権大会
- 全日本実業団相撲選手権大会
- 全日本女子相撲選手権大会
- 全国高等学校相撲選手権大会
- 全国中学校相撲選手権大会
- 全日本小学生相撲優勝大会